# Podvodný internetový obchod
Podvodný internetový obchod (e-shop) je obchod, jehož cílem není uspokojit objednávku od spotřebitele na dodávku zboží, ale získat platbu od spotřebitele a zboží buď nedodat vůbec, nebo je dodat poškozené či nefunkční.
Riziko, že se spotřebitel stane obětí neseriózního či podvodného internetového obchodu je reálné, rizikových e-shopů přibývá. Riziko podvodů roste před Vánoci, Velikonoci a dalšími obdobími se zvýšenou intenzitou nakupování.
Z pohledu práva České republiky nákupem v internetovém obchodě uzavírá spotřebitel s podnikatelem de iure kupní smlouvu na dálku, tedy distančním způsobem. V takovém případě se na spotřebitele vztahuje zvýšená ochrana dle občanského zákoníku a zákona o ochraně spotřebitele.
Na ochranu před podvody to ale nestačí a je pouze na spotřebiteli zamyslet se nad důvěryhodností internetového obchodu. Často je možné si e-shop ověřit díky uživatelským recenzím na zbožových srovnávačích, jako je Heureka nebo Zboží.cz.

## Příznaky případné neserióznosti, rizikovosti internetových obchodů
Řadu možných příznaků případné neserióznosti a rizikovosti internetových obchodů lze ověřit, např.:
- zda uvádí podnikatel svoji totožnost právnické či fyzické osoby (povinné ze zákona)[2] – lze ověřit v živnostenském[4] či v obchodním[5] rejstříku,
- zda uvádí podnikatel kontaktní údaje (telefonní číslo, e-mail, adresu) a jsou platné – lze ověřovat zadáním do internetového prohlížeče či přímo jimi kontaktovat e-shop; nabízí-li podnikatel ke komunikaci např. pouze webový formulář, nelze později průběh komunikace doložit,
- zda uvádí podnikatel zákonem stanovené informace a dokumenty: poučení o možnosti odstoupení od smlouvy vč. formuláře (bez udání důvodu 14 dnů od převzetí zboží), obchodní podmínky (zda nejsou zmatené – někde okopírované),
- zda umožňuje podnikatel úhradu formou dobírky (platba předem je obecně riziková a nedostatečně ověřeným podnikatelům obzvlášť),
- zda nevznikl e-shop před krátkým časem; zda jsou na něj recenze kupujících a jak příznivé,
- zda není zboží, zejména značkové, nápadně levné (případný padělek je vhodné ohlásit České obchodní inspekci a chránit tak další zájemce o nákup),[6]
- zda nemá e-shop neobvykle široký sortiment a název, který málo nebo vůbec nekoresponduje s druhem nabízeného zboží,
- zda není nabídka ve špatné češtině – strojovém překladu; pokud podnikatel nepochází z ČR, bude komunikace a případné vyřizování reklamací obtížné,
- zda neuvádí e-shop nápadné množství ikon a certifikátů, které mají vyvolat důvěru (certifikaci lze ověřit na stránkách certifikační autority),
- přitažlivost vzhledu stránek e-shopu nevypovídá o serióznosti podnikatele,
- zda není podnikatel uveden v insolvenčním rejstříku[7] či v jiném dostupném seznamu neplatičů.

## Služby veřejných databází v oblasti internetových obchodů
Pro ověření internetového obchodu lze využít veřejné databáze:
- Česká obchodní inspekce – seznam rizikových e-shopů s uvedením důvodů rizikovosti[6]
- Spotřebitelský časopis dTest – informace o subjektu, spokojenost zákazníků, zabezpečení komunikace, registrace domény (doba registrace, skrytý držitel domény)[8]